# Ununge kyrka
Ununge kyrka är en kyrkobyggnad i Ununge. Kyrkan är församlingskyrka i Edsbro-Ununge församling i Uppsala stift. Den ligger på en ås vid den gamla vägen mellan Edsbro och Edebo.

## Kyrkobyggnaden
Kyrkan är uppförd av gråsten. Den består av rektangulärt långhus med tre stjärnvälvda travéer där koret utgör den östligaste. En sakristia finns vid korets nordsida och vapenhus vid långhusets sydsida. Kyrkan har fogstrukna fasader, branta sadeltak och rundbågiga fönsteröppningar. Kyrkobyggnadens äldsta delar är långhusets två östra travéer som har daterats till 1300-talets senare del eller 1400-talets början. En målad planka från ett innertak härrör dock från folkungatiden. Något senare uppfördes sakristian, vars västra mur idag finns kvar. Under slutet av medeltiden förlängdes långhuset med den västra travéen och kyrkan höjdes. Det platta dekorerade innertaket av trä ersattes med tre stora stjärnvalv av tegel och ett vapenhus byggdes till i söder. Åren 1828 till 1831 byggdes sakristian om och utvidgades åt norr och öster. 1897 genomgick kyrkan, främst interiören, en större restaurering efter ritningar av Bror Almquist. Då tillkom bland annat kalkmålningar med en prägel av medeltiden. Denna interiör är i stort sett bevarad idag.

## Inventarier
- Vid korets norra vägg hänger ett triumfkrucifix från senare delen av 1200-talet.
- En medeltida dopfunt avlägsnades på 1700-talet. Funten är numera rekonstruerad och står i koret och bär upp en dopskål.
- Predikstolen tillverkades någon gång under 1600-talets andra hälft. Vid en ombyggnad år 1769 förändrades predikstolen och flyttades från södra till norra väggen.

### Orgel
- 1843 byggde Pehr Gullbergson och Jonas Wengström, Lillkyrka en orgel med 8 stämmor, 1 manual och bihängd pedal.
- Den nuvarande orgeln byggdes 1935 av John Vesterlund, Lövstabruk. Orgeln är pneumatisk. Den har 4 fasta kombinationer och ett tonomfång på 54/27. 7 stämmor i den nuvarande orgeln är från 1843 års orgel.

| Huvudverk I    | Svällverk II               | Pedal      | Koppel |
| Borduna 16´    | Fugara 8´                  | Subbas 16´ | I/P    |
| Principal 8´   | Vox candida 8´             |            | II/P   |
| Gamba 8'       | Flöjt 4'                   |            | II/I   |
| Dubbelflöjt 8' | Hålflöjt 2'                |            | I 4'   |
| Oktava 4'      | Cornett III (nu Scharf II) |            | II 16' |
| Oktava 2'      | Crescendosvällare          |            |        |